# SN 2010er
SN 2010er – supernowa odkryta 9 czerwca 2010 roku w galaktyce A155011+1216. W momencie odkrycia miała maksymalną jasność 17,80m.